# Edmund Beckett
Edmund Beckett, primer barón Grimthorpe (12 de mayo de 1816 - 29 de abril de 1905), conocido anteriormente como Sir Edmund Beckett, quinto baronet y Edmund Beckett Denison, fue un abogado, mecánico y polemista inglés, así como un destacado relojero y arquitecto.

## Semblanza
Beckett nació en Carlton Hall, cerca de Newark (Nottinghamshire, Inglaterra), y fue el hijo mayor de Edmund Beckett, 4º baronet, diputado por West Riding de Yorkshire.
Se educó brevemente en la Academia de Doncaster, de donde pasó al Colegio de Eton, y estudió matemáticas en el Trinity College (Cambridge), donde se graduó en el examen final de 1838 con el rango de 30º Wrangler.

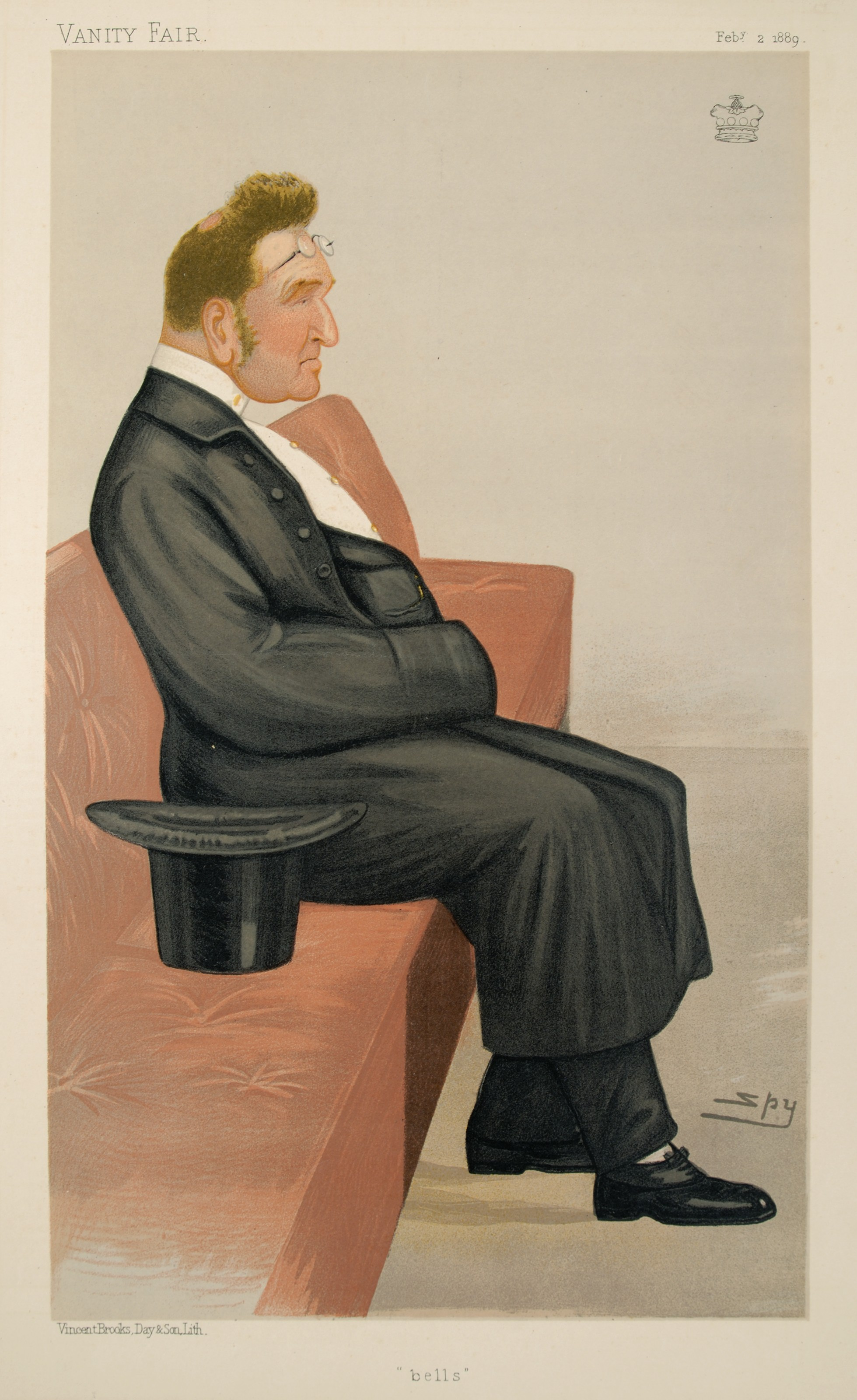
"Bells"
El barón Grimthorpe caricaturizado por Spy (Leslie Ward) en la revista Vanity Fair (febrero de 1889)

Beckett comenzó a ejercer la abogacía en 1841 en Lincoln's Inn, convirtiéndose en líder de los letrados del Parlamento. Fue nombrado consejero del rey en 1854, retirándose en 1881. Elegido miembro de la Real Sociedad Astronómica en 1866., presidió el Instituto Horológico Británico en 1868, cargo que aceptó con la condición de que no se le pidiera asistir a las cenas. Fue reelegido anualmente hasta su muerte. En 1877 fue nombrado canciller y vicario general de la Diócesis de York. Reconocido con el título de barón Grimthorpe en 1886, a veces se le conoce como Edmund Beckett Denison, debido a que su padre había adoptado el apellido Denison en 1816. Pero el propio Edmund dejó de usarlo tras la muerte de su padre en 1874. Se casó con Fanny Catherine (23 de febrero de 1823 - 8 de diciembre de 1901), hija de John Lonsdale, 89º obispo de Lichfield.
En 1851, diseñó el mecanismo del reloj del palacio de Westminster (las Cámaras del Parlamento en Londres), responsable de las campanadas del Big Ben.
En 1868 trabajó con W. H. Crossland para diseñar la iglesia de St Chad en Far Headingley (Leeds), en un terreno donado por su familia.

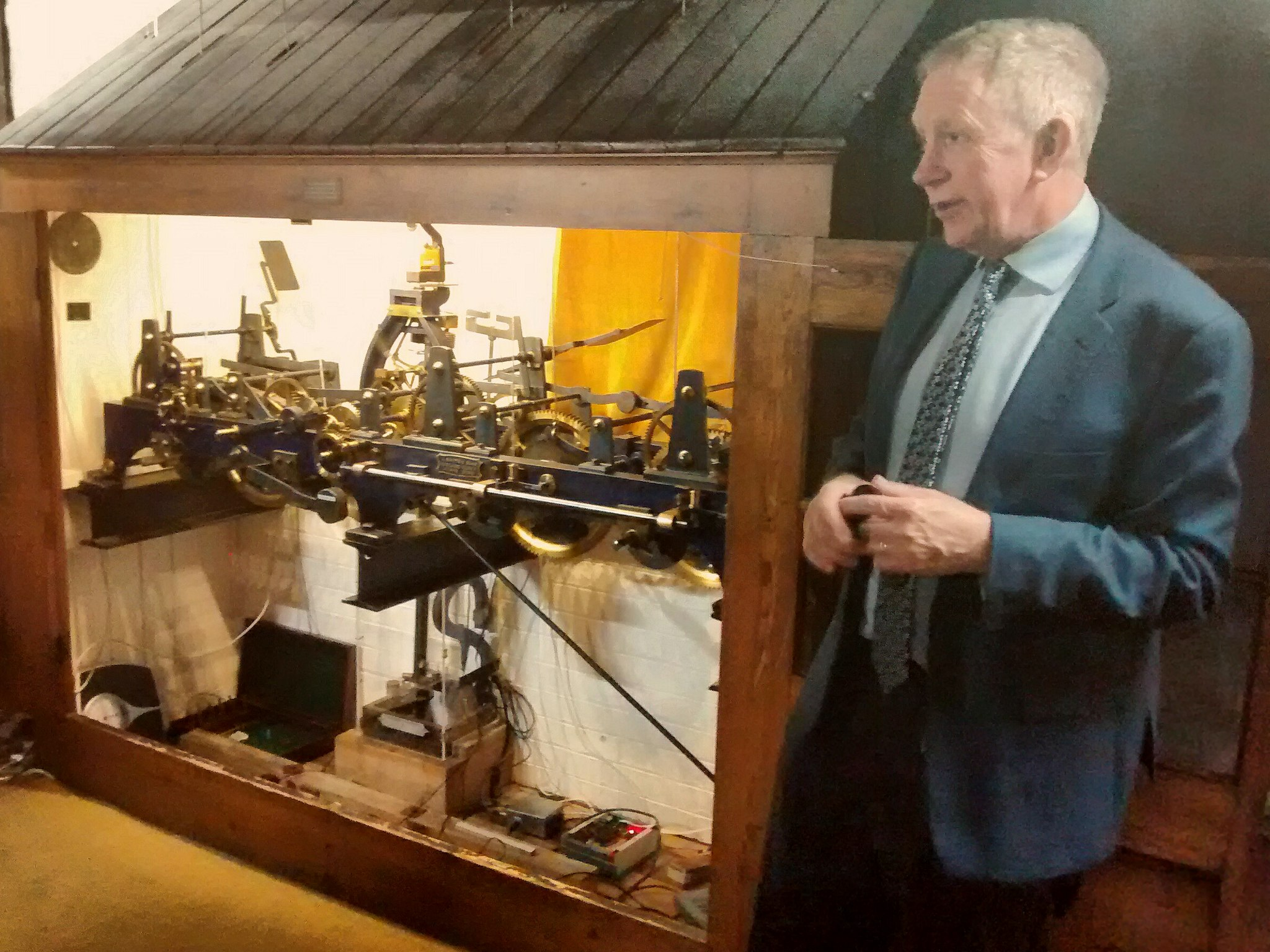
El mecanismo del reloj del Trinity College fue diseñado por Lord Grimthorpe

También fue responsable, durante las décadas de 1880 y 1890, de reconstruir el frente oeste, el techo y las ventanas del transepto de la catedral de St Albans a sus expensas. Aunque el edificio había necesitado reparaciones (y, de hecho, ya se había realizado un trabajo considerable desde 1856 bajo la dirección de Sir George Gilbert Scott hasta su muerte en 1878, incluyendo el refuerzo de la torre central, la reparación del lado sur de la nave y la reconstrucción del santuario de Albano de Verulamium), la opinión popular en ese momento sostenía que había cambiado el carácter de la catedral, incluso inspirando la creación y popularidad temporal del verbo "to grimthorpe", que significa llevar a cabo restauraciones antipáticas de edificios antiguos. Parte de sus añadidos incluyeron las estatuas de los cuatro evangelistas alrededor de la puerta occidental, dándose la circunstancia de que la figura de San Mateo tiene el rostro de Beckett. Posteriormente se dedicó a las iglesias de San Pedro y de San Miguel, ambas en la misma ciudad. Vivió en Batchwood Hall, desde donde supervisó los trabajos de restauración de la catedral.
Murió en 1905, tras sufrir una caída, y está enterrado en los terrenos de la Catedral de St Albans. Su obituario en el periódico Monthly Notices of the Royal Astronomical Society destacó su dominio del derecho eclesiástico, sus publicaciones (desde Astronomía sin matemáticas hasta Relojes, relojes y campanas (1903) y Construcción, civil y eclesiástica) y señaló que "no había un cerrajero mejor en Inglaterra".

## Cita

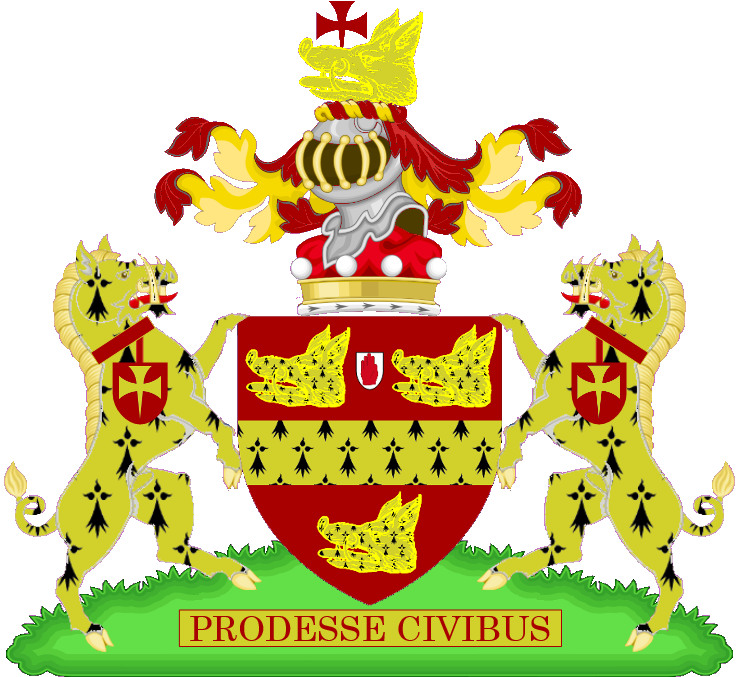
Escudo de armas de Beckett

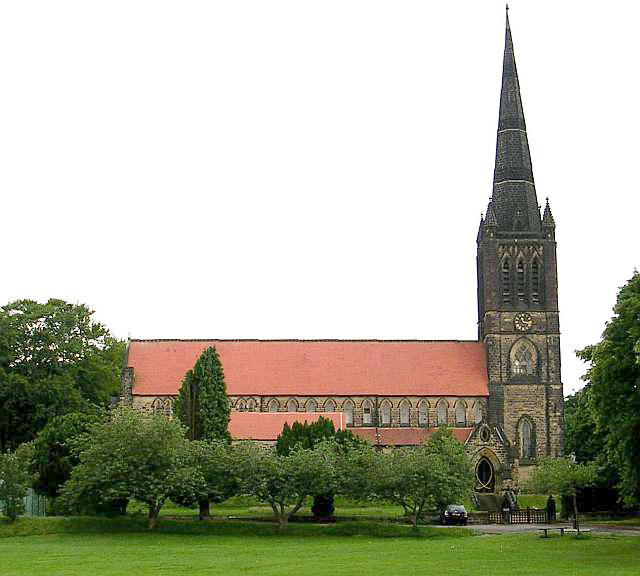
Iglesia de San Chad en Far Headingley

- "Soy el único arquitecto con el que nunca me he peleado".

## Publicaciones religiosas
- Seis cartas sobre los discursos del Dr. Todd acerca de las profecías relacionadas con el Anticristo en el Apocalipsis (1848)
- Sobre el origen de las leyes de la naturaleza (1880)
- ¿Debería autorizarse el Nuevo Testamento revisado? (1882)
- La vida de  John Lonsdale, obispo de Lichfield, con algunos de sus escritos (1868)
- Una reseña de Hume y Huxley sobre los milagros (1883)

## Enlaces externos

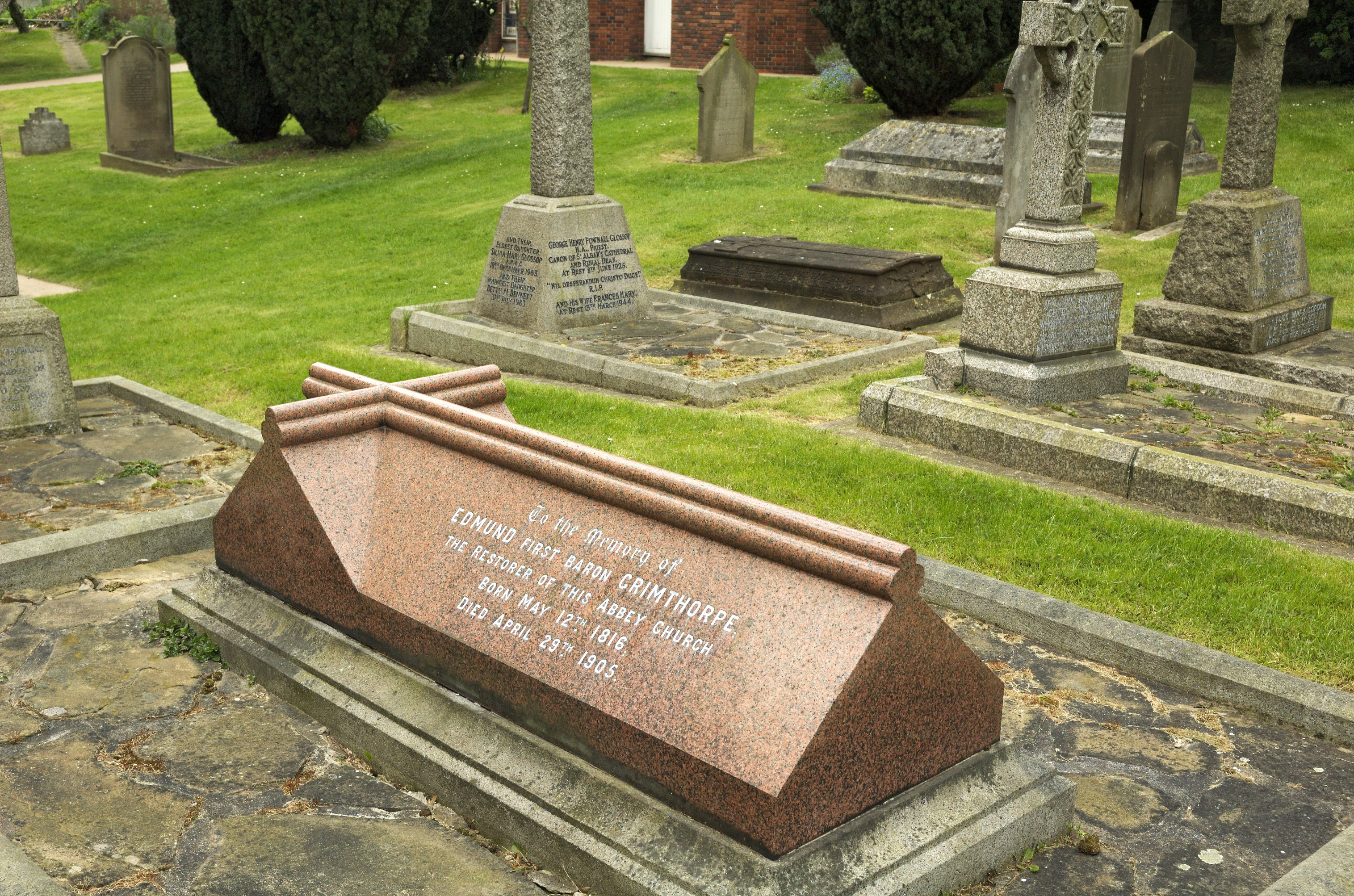
La tumba de Lord Grimthorpe en el exterior de la catedral de St Albans

## Otras obras
- Astronomía sin matemáticas (1871)